# Sembach
Sembach è un comune di 1.172 abitanti della Renania-Palatinato, in Germania.

Appartiene al circondario (Landkreis) di Kaiserslautern (targa KL) ed è parte della comunità amministrativa (Verbandsgemeinde) di Enkenbach-Alsenborn.